# Katie Summerhayes
Katie Louise Summerhayes (Sheffield, 8 ottobre 1995) è un'ex sciatrice freestyle britannica specializzata nello slopestyle.

## Biografia
Summerhayes è stata la portabandiera della Gran Bretagna ai Giochi olimpici giovanili invernali di Innsbruck 2012. Arrivando seconda nella gara di Coppa del Mondo disputata a Silvaplana nel febbraio 2013 è diventata la prima sciatrice britannica a salire su un podio di tale competizione a distanza di 19 anni.
Ha partecipato alle Olimpiadi di Soči 2014 piazzandosi al settimo posto nella finale dello slopestyle e in seguito ha vinto i Mondiali juniores a Chiesa in Valmalenco. Con l'argento vinto ai Mondiali di Kreischberg 2015 è diventata la prima britannica a vincere una medaglia ai campionati mondiali nello sci freestyle.
Alla sua seconda esperienza olimpica, in occasione dei Giochi di Pyeongchang 2018, Summerhayes si classifica ancora settima nella finale dello slopestyle.

## Palmarès

### Mondiali
- 1 medaglia:
  - 1 argento (slopestyle a Kreischberg 2015)

### Coppa del Mondo
- Miglior piazzamento in classifica generale: 6ª nel 2021
- Miglior piazzamento in Coppa del Mondo di slopestyle: 4ª 2021
- Miglior piazzamento nella Coppa del Mondo di big air: 11ª nel 2017
- 3 podi:
  - 3 secondi posti

### Mondiali juniores
- 2 medaglie:
  - 1 oro (slopestyle a Chiesa in Valmalenco 2014)
  - 1 bronzo (slopestyle a Chiesa in Valmalenco 2013)